# Ольшевский, Александр Николаевич
Александр Николаевич Ольшевский (бел. Аляксандр Мікалаевіч Альшэўскі; 27 октября 1982 года, Брест) — белорусский футболист и мини-футболист, защитник МФК «Минск» и сборной Белоруссии.

## Биография
Воспитанник брестской СДЮШОР-5. Начал карьеру в минском клубе РУОР. В 2003 стал игроком жодинского «Торпедо», в составе которого дебютировал в Высшей лиге Белоруссии. Затем перешел в несвижский «Верас». С временем полностью сконцентрировался на мини-футболе. Выступал в сборной Белоруссии по мини-футболу с 2011 года. Пять раз включался в символическую сборную Чемпионата Беларуси и единожды становился чемпионом.